# Hallo meneer God... met Anna
Hallo meneer God... met Anna (in het Engels: Mister God, This Is Anna) is een boek van de Britse schrijver Fynn, pseudoniem van Sydney Hopkins.

## Inhoud
Het verhaal speelt zich af in de straten van de East End of London medio jaren 1930. Als de auteur 's nachts door de haven dwaalt, komt hij een 5-jarig meisje tegen onder een winkeletalage. Hij gaat naast haar zitten en vanaf dat moment is zijn leven nooit meer hetzelfde. Fynn kan er niet achter komen waar ze vandaan komt, dus neemt hij het kind mee naar huis. Daar ontdekt hij dat ze misbruikt is, en weggelopen. Een verslag van drieënhalf jaar uit Anna's korte leven.